# 越後絶唱 (三橋美智也の曲)
「越後絶唱」（えちごぜっしょう）は、1982年10月15日にリリースされた三橋美智也のシングル。

## 解説
- 歌謡生活30周年を記念して出された[2]。1983年4月6日、この作品で三橋は日本人歌手としては前人未到の1億枚目のレコードプレスを達成し、キングレコード埼玉工場に三橋が招待された[3]。当初は「冬の花火」がA面と決められていたが、本人たっての希望でこの曲となり[4]見事ヒットしている。
- 同年11月に新潟県民会館・新潟市体育館で行われた「上越新幹線開通フェスティバル」でも歌唱され、その模様は新潟総合テレビ・新潟放送で放送された。
- レコードのジャケット写真は中村正也が撮影し、カレンダー付き。

## 収録曲
1. 越後絶唱
  - 作詞:横井弘／作曲:桜田誠一／編曲:丸山雅仁
2. 冬の花火
  - 作詞:横井弘／作曲:鎌多俊与／編曲:丸山雅仁